# 6. avgust
6. avgust je 218. dan leta (219. v prestopnih letih) v gregorijanskem koledarju. Ostaja še 147 dni.

## Dogodki
- 1806 – cesar Franc II. po 1005-ih letih obstoja ukine Sveto rimsko cesarstvo
- 1825 – Bolivija dobi neodvisnost od Peruja
- 1861 – Združeno kraljestvo si priključi Lagos v današnji Nigeriji
- 1890 – v newyorškem zaporu Auburn je izvedena prva izvršitev smrtne kazni z električnim stolom
- 1914 –
  - Avstro-Ogrska napove vojno carski Rusiji
  - Kraljevina Srbija napove vojno Nemškemu cesarstvu
  - USS Tennessee odpluje proti Evropi s 6 milijoni ameriških dolarjev v zlatu kot pomoč Američanom, ki so postali ujeti v Evropi
- 1915 – britanske sile poskušajo z bitko pri Sari Bairju še zadnjič osvojiti Galipoli
- 1916 – začetek šeste soške ofenzive (konec 17. avgusta 1916)
- 1926 – Gertrude Ederle kot prva ženska preplava Rokavski preliv
- 1940 – Litva, Latvija in Estonija zaprosijo za sprejem v ZSSR
- 1942 – Italijani ustanovijo Prostovoljno protikomunistično milico oz. MVAC v Sloveniji
- 1945 – ZDA na japonsko mesto Hirošima odvržejo prvo atomsko bombo v zgodovini
- 1960 – Kuba nacionalizira vse premoženje tujcev
- 1961 – izstreljen Vostok 2 z Germanom Titovom na krovu
- 1962 – Jamajka postane neodvisna država
- 1967 – odprt Most 25. aprila v Lizboni
- 1990 – Varnostni svet OZN uvede embargo proti Iraku
- 1991 – Tim Berners-Lee objavi prvo specifikacijo svetovnega spleta
- 1996 – NASA objavi, da meteorit ALH 84001, domnevno z izvorom z Marsa, vsebuje dokaze o preprosti obliki življenja
- 1997 – v strmoglavljenju korejskega letala na Guamu izgubi življenje 228 ljudi
- 2001 –
  - George Walker Bush dobi prvo opozorilo o morebitnem bin Ladnovem napadu na ZDA
  - na Marsu odkrite sledi največjega poplavnega sistema v Sončevem sistemu
- 2002 – markiz de la Fayette (ki je pomagal v bojih za ameriško neodvisnost) postane častni državljan ZDA

## Rojstva
- 1055 – Malik Šah I., seldžuški sultan (možen rojstni datum tudi 16. avgust) († 1092)
- 1180 – cesar Go-Toba, 82. japonski cesar († 1239)
- 1504 – Matthew Parker, canterburijski nadškof († 1575)
- 1638 – Nicolas Malebranche, francoski filozof († 1715)
- 1651 – François Fénelon, francoski katoliški teolog, pesnik in pisatelj († 1715)
- 1697 – Niccolò Salvi, italijanski kipar († 1751)
- 1766 – William Hyde Wollaston, angleški kemik († 1828)
- 1776 – Amadeo Avogadro, italijanski fizik († 1856)
- 1809 – Alfred Tennyson, angleški pesnik († 1892)
- 1844 – James Henry Greathead, britanski gradbenik († 1896)
- 1868 – Paul Claudel, francoski dramatik, pesnik, diplomat († 1955)
- 1881 – sir Alexander Fleming, škotski bakteriolog, nobelovec 1945 († 1955)
- 1887 – Gustav Strniša, slovenski pisatelj, pesnik († 1970)
- 1900 – Cecil Howard Green, ameriški podjetnik, človekoljub († 2003)
- 1902:
  - Sylvain Julien Victor Arend, belgijski astronom († 1992)
  - Dutch Schultz, ameriški gangster († 1935)
- 1917 – Robert Mitchum, ameriški filmski igralec († 1997)
- 1922 – sir Frederick Alfred Laker, angleški podjetnik († 2006)
- 1928 – Andy Warhol, ameriški slikar († 1987)
- 1931 – Franc Copf, slovenski kirurg, izumitelj prve bionične endoproteze kolka († 2011)
- 1932 – sir Howard Hodgkin, britanski slikar († 2017)
- 1943 – Jonathan Bruce Postel, ameriški računalnikar († 1998)
- 1946 – Roh Mu Hjun,  južnokorejski predsednik († 2009)
- 1963 – Kevin Mitchnick, ameriški cracker
- 1970 – M. Night Shyamalan, indijsko-ameriški filmski režiser
- 1972 – Geri Halliwell, britanska pevka
- 1975:
  - Katja Koren, slovenska alpska smučarka
  - Renate Götschl, avstrijska alpska smučarka
  - Klemen Jaklič, slovenski pravnik in profesor prava
- 1981 – Vitantonio Liuzzi, italijanski voznik formule 1
- 1983 – Robin van Persie, nizozemski nogometaš

## Smrti
- 258 – Sikst II., papež grškega rodu (* ?)
- 750 – Marvan II., zadnji kalif Omajadskega kalifata (* okoli 691)
- 1118 – Al-Mustazir, abasidski kalif (* 1078)
- 1162 – Rajmond Berengar IV., barcelonski grof (* 1113)
- 1195 – Henrik Lev, bavarski in saški vojvoda (* 1129)
- 1221 – Sveti Dominik, španski duhovnik, svetnik, ustanovitelj pridigarskega reda dominikancev (* ok. 1170)
- 1272 – Štefan V., madžarski kralj (* 1239)
- 1328 – Galeazzo I. Visconti, vladar Milana (* 1277)
- 1412 – Margareta iz Drača, neapeljska kraljica in regentinja, madžarska kraljica (* 1347)
- 1414 – Ladislav Neapeljski, kralj Neaplja in neuspešen kandidat za kralja Ogrske in Hrvaške (* 1377)
- 1458 – Alphonse de Borgia - Kalist III., papež katalonskega rodu (* 1378)
- 1637 – Benjamin Jonson, angleški dramatik, pesnik, igralec (* 1572)
- 1657 – Bogdan Hmelnicki, rusinski plemič in hetman Zaporoških kozakov (* okoli 1595)
- 1660 – Diego Velázquez, španski slikar (* 1599)
- 1694 – Antoine Arnauld, francoski katoliški teolog, filozof in matematik (* 1612)
- 1871 – Miroslav Vilhar, slovenski pesnik, skladatelj, politik (* 1818)
- 1904 – Eduard Hanslick, avstrijski glasbeni kritik (* 1825)
- 1931 – Leon Bix Beiderbecke, ameriški jazzovski trobentač (* 1903)
- 1959 – Preston Sturges, ameriški filmski režiser (* 1898)
- 1966 –

- Paul Myron Anthony Linebarger - Cordwainer Smith, ameriški pisatelj (* 1913)
- Vekoslav Špindler, slovenski časnikar, kulturni delavec, prevajalec, politik (* 1881)

- 1969 – Theodor W. Adorno, nemški sociolog, filozof in muzikolog (* 1903)
- 1973 – Fulgencio Batista y Zaldívar, kubanski diktator (* 1901)
- 1978 – Pavel VI., papež italijanskega rodu (* 1897)
- 1979 – Feodor Felix Konrad Lynen, nemški biokemik, nobelovec 1964 (* 1911)
- 2001 –

- Jorge Amado de Faria, brazilski pisatelj (* 1912)
- France Rozman, slovenski duhovnik, teolog, biblicist, prevajalec in profesor (* 1931)

- 2002 – Edsger Wybe Dijkstra, nizozemski računalnikar (* 1930)

## Prazniki in obredi
- Bolivija – dan neodvisnosti
- Jamajka – dan neodvisnosti
- Združeni arabski emirati - dan šejka Zajeda Bin Sultana Al Nahjana
- Jezusova spremenitev - praznik v Rimskokatoliški in v pravoslavnih Cerkvah (v Cerkvah, ki uporabljajo še stari koledar, je praznik 19. avgusta)